# Utrechtse Heuvelrug
Utrechtse Heuvelrug es un municipio de los Países Bajos, ubicado en la Provincia de Utrecht, y tiene alrededor de 48,000 habitantes.

## Historia
El municipio se creó el 1 de enero de 2006 mediante la fusión de los municipios de Amerongen, Doorn, Driebergen-Rijsenburg, Leersum y Maarn.

## Galerìa

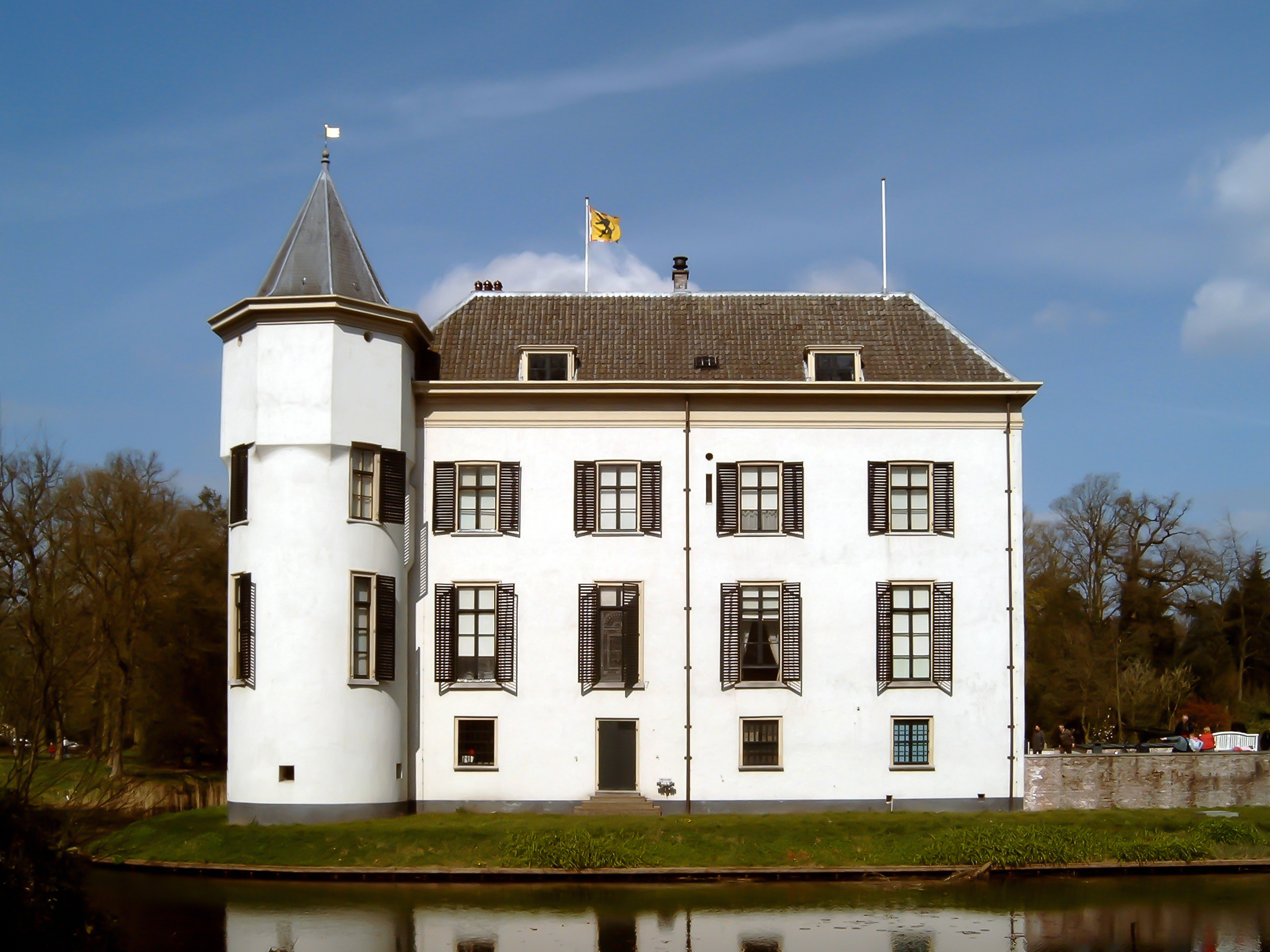
Doorn, el museo: huis Doorn
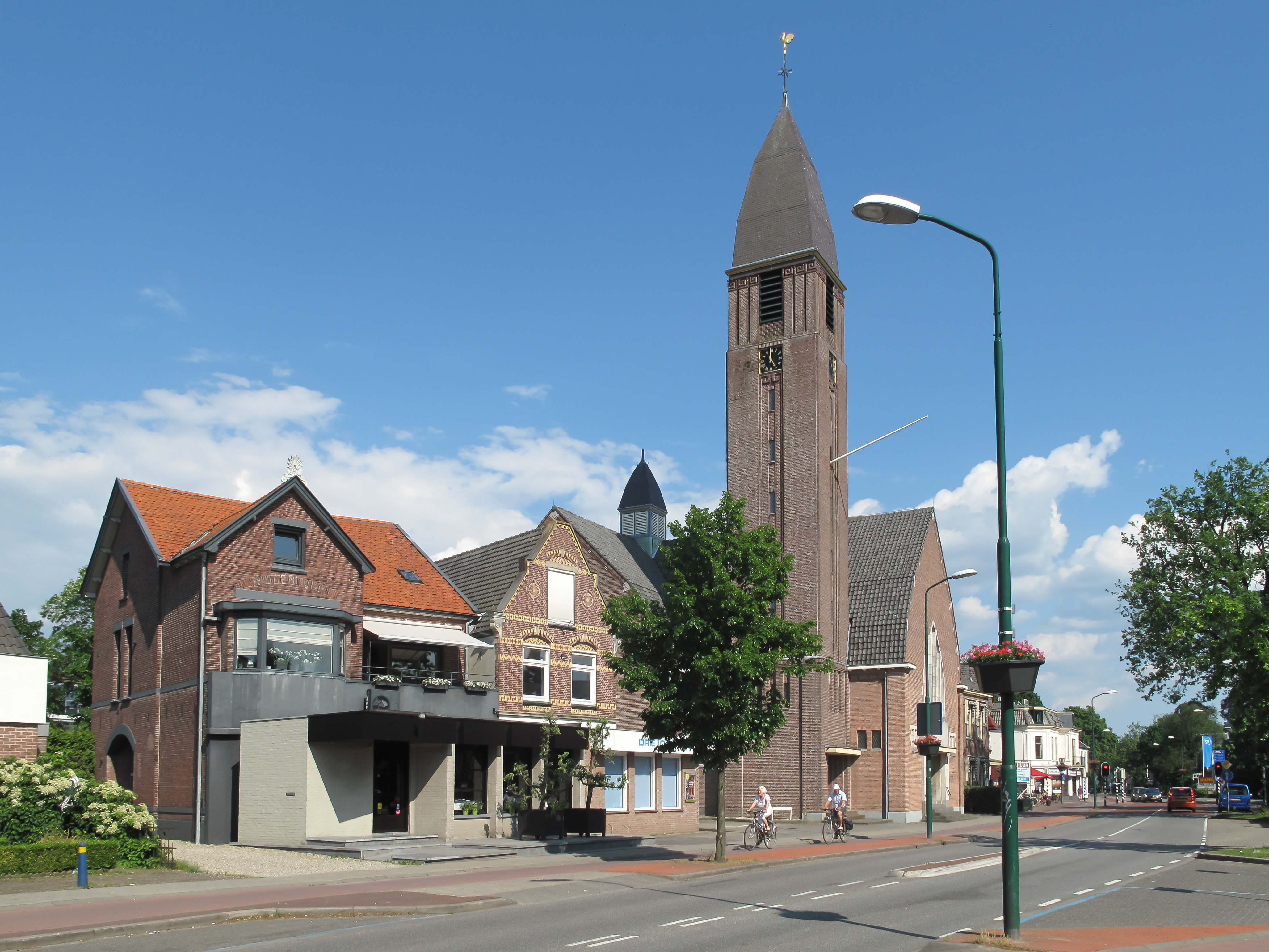
Driebergen, la iglesia (de Grote Kerk) en la calle
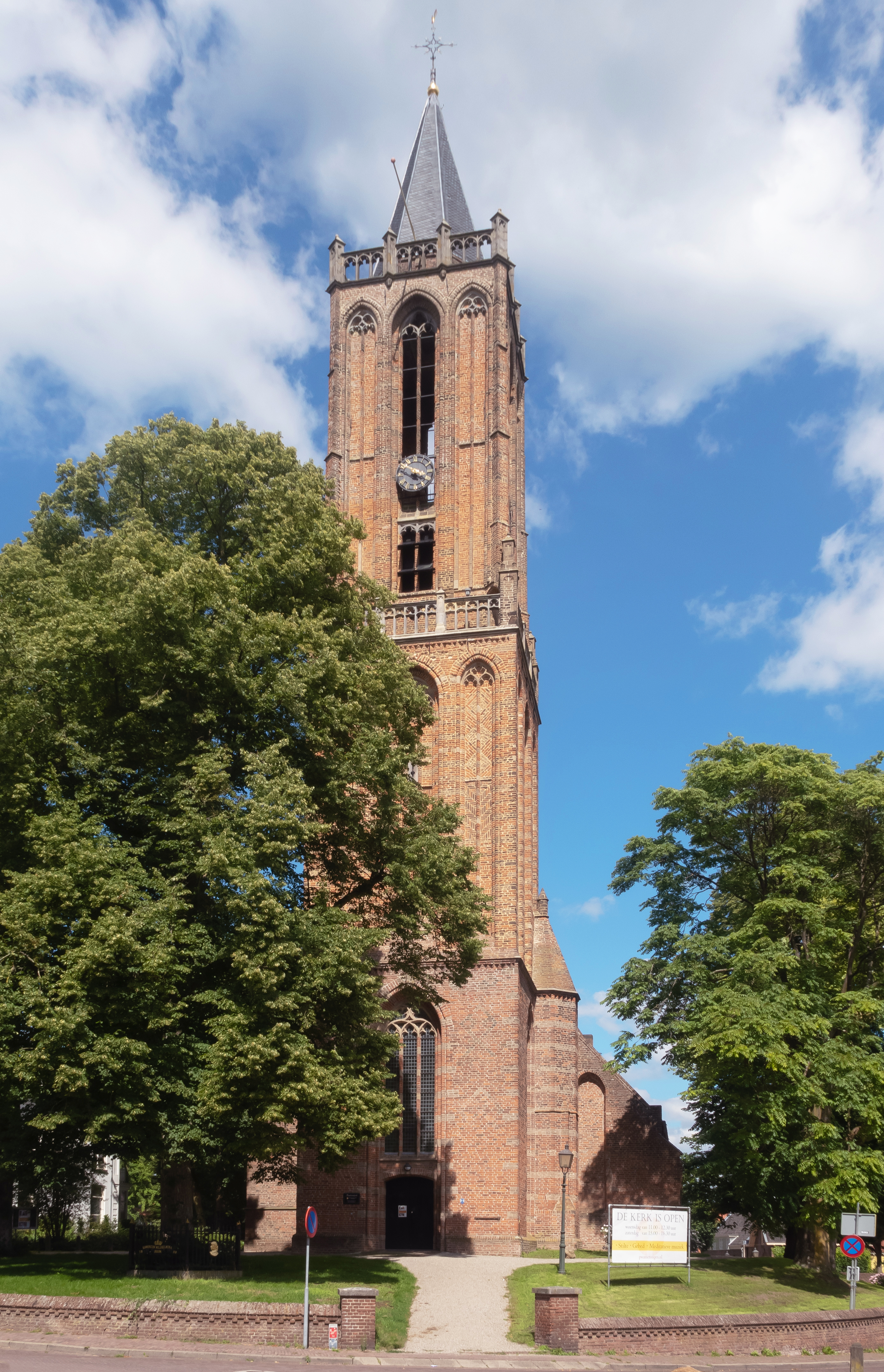
Amerongen, la iglesia: la Andrieskerk
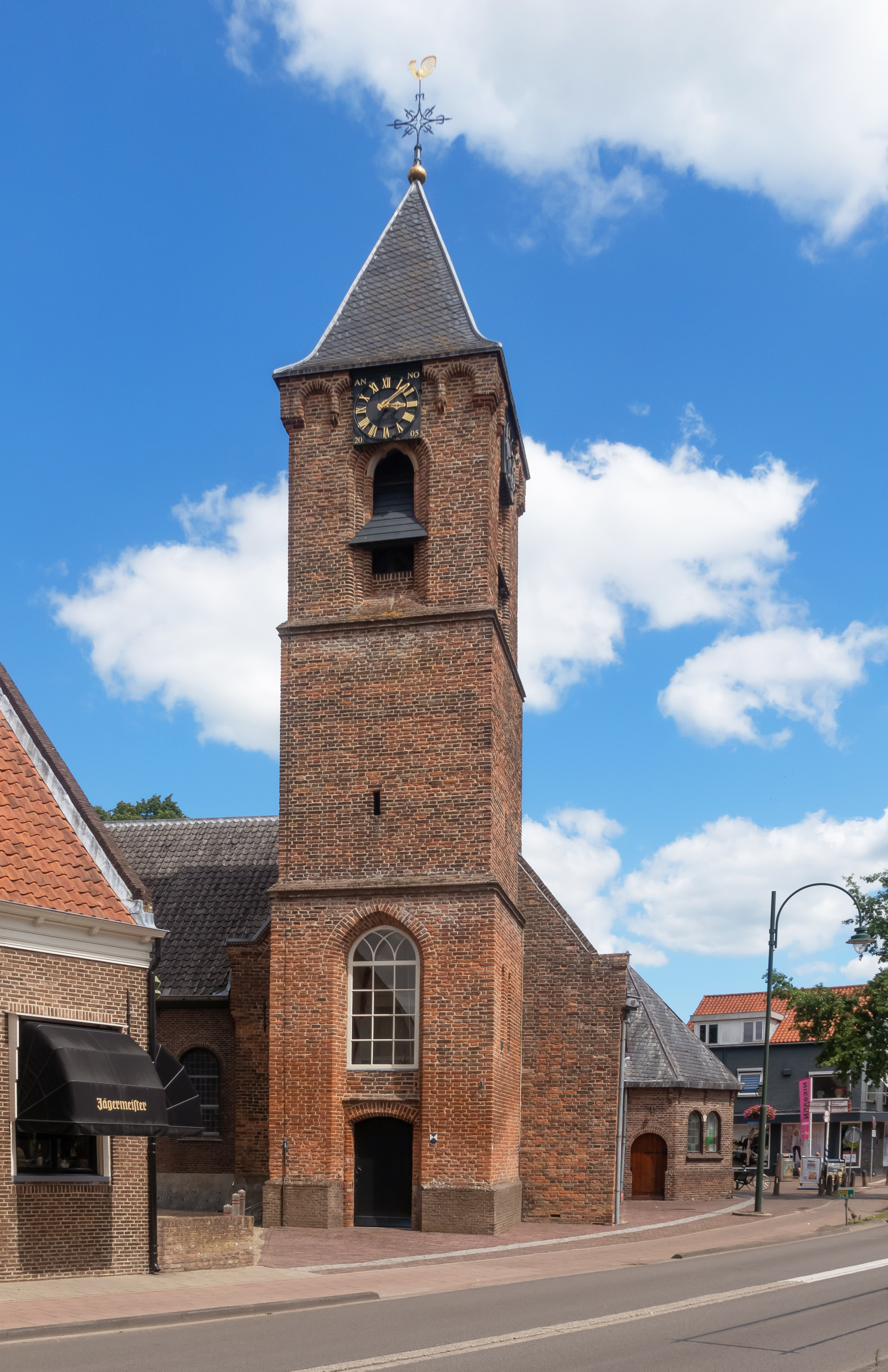
Leersum, la iglesia: la Michaëlskerk
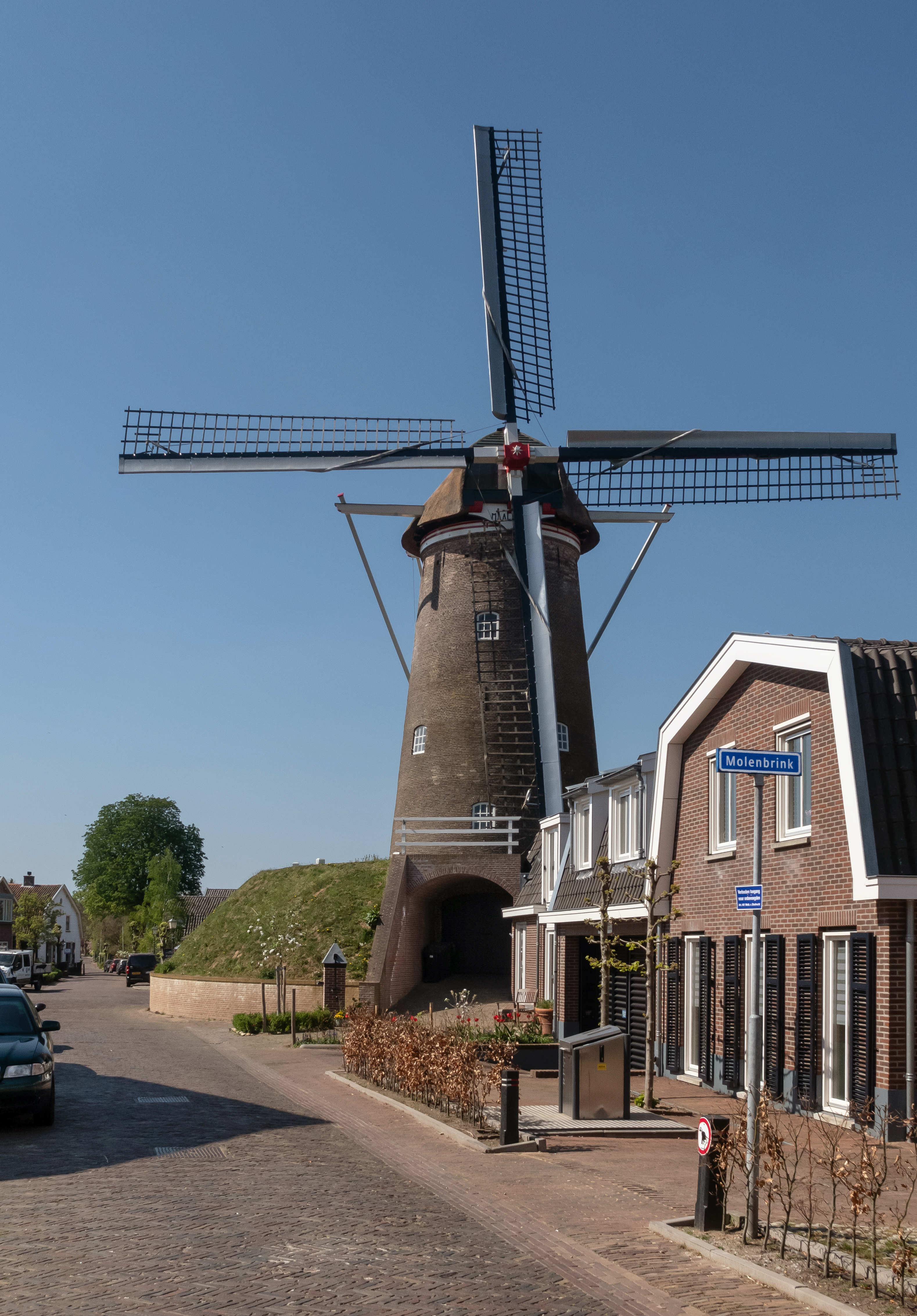
Amerongen, el molino: korenmolen Maallust
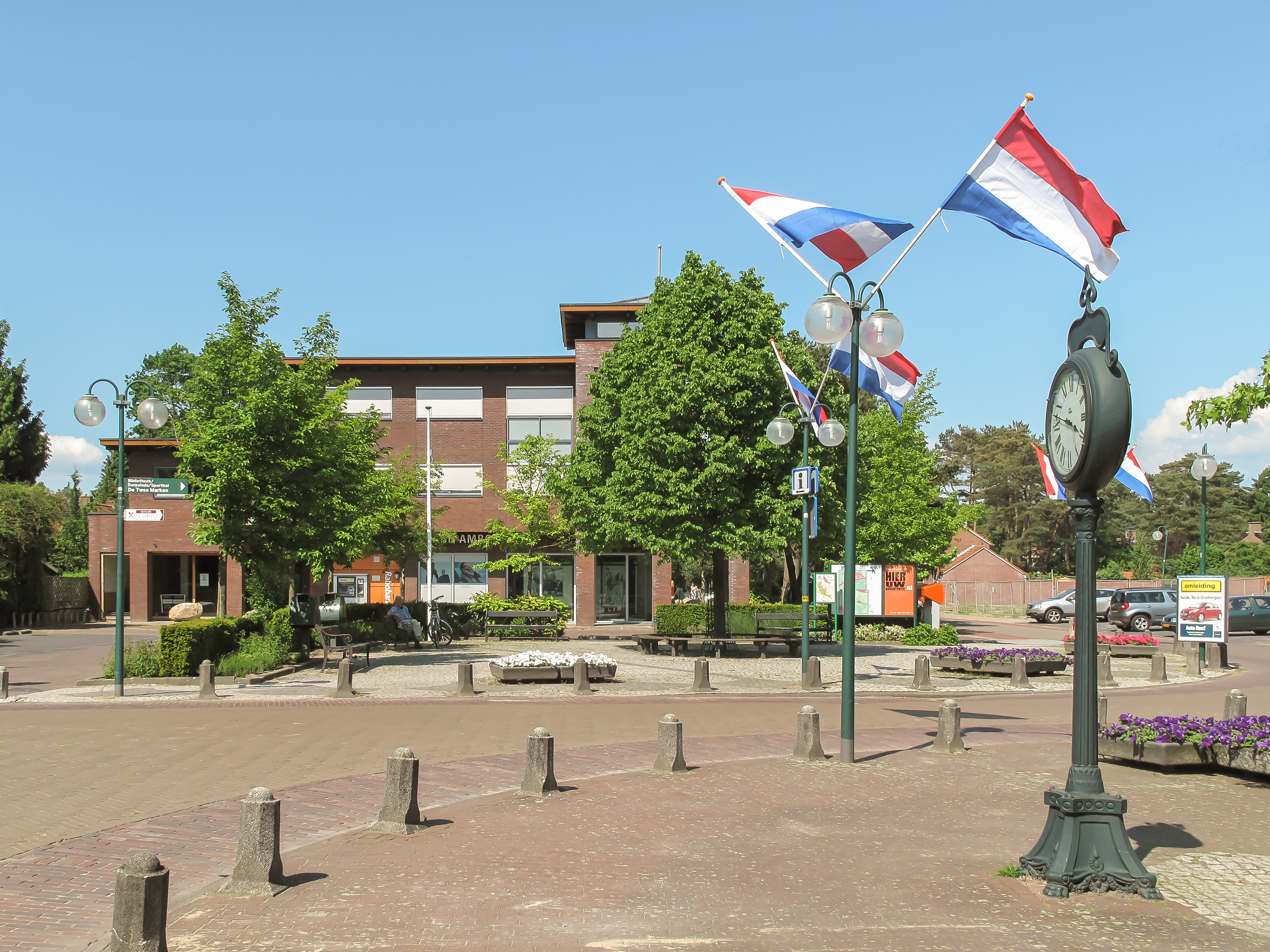
Maarn, vista de la calle: la 5 mei-plein
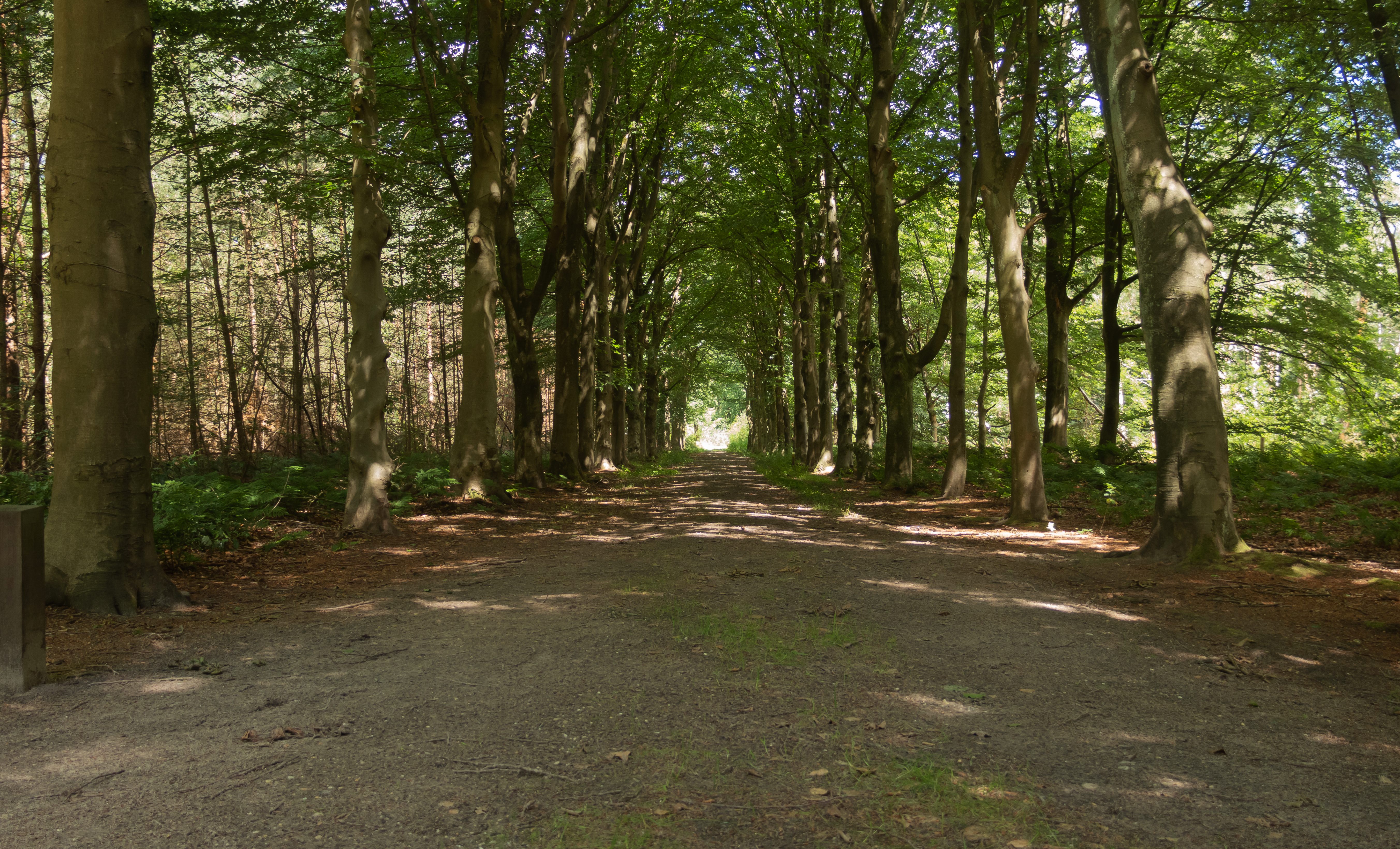
Doorn, el brezal: el Dartheide
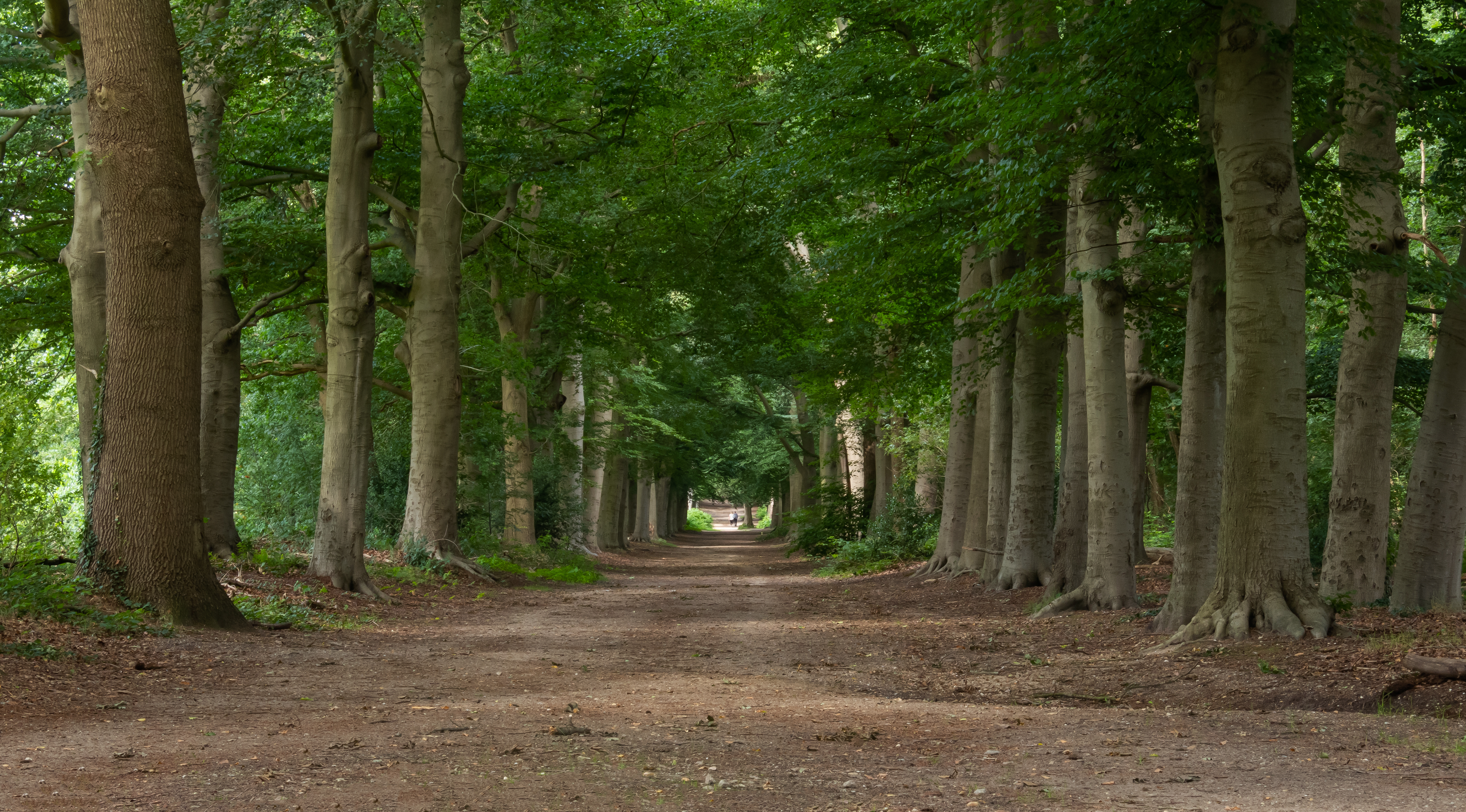
entre Amerongen y Elst, el bosque: el Amerongse bos